# Hemileuca arizonensis
Hemileuca arizonensis är en fjärilsart som beskrevs av John Kern Strecker 1877. Hemileuca arizonensis ingår i släktet Hemileuca och familjen påfågelsspinnare. Inga underarter finns listade i Catalogue of Life.